# سفارة النرويج في صربيا
سفارة النرويج في صربيا هي أرفع تمثيل دبلوماسي لدولة النرويج لدى صربيا. تقع السفارة في بلغراد وهي تهدف لتعزيز المصالح النرويجية في صربيا.

## وصلات خارجية
- الموقع الرسمي
- قائمة سفارات النرويج
- قائمة السفارات في صربيا